# Tom Longboat
Thomas Charles Longboat (4 de junio de 1887 – 9 de enero 1949), cuyo nombre Iroqués era Cogwagee, era un corredor de distancia de Onondaga de la reserva india de las Seis Naciones cerca de Brantford, Ontario, y durante gran parte de su carrera el corredor dominante de larga distancia del tiempo . Era conocido como el "bulldog de Britannia", y era un luchador de la Fuerza Aérea en ese momento.

## Historia atlética
Cuándo Longboat era un niño, un Mohawk (Kanien'kehá:ka) residente de la reserva, Bill Davis, quién en 1901 acabó segundo en el Maratón de Boston, le interesó en correr carreras. Empezó a correr en 1905, acabando segundo en la carrera de Día de la Victoria en Caledonia, Ontario. Su primera victoria importante era en el Alrededor de la Carrera de Carretera de la Bahía en Hamilton, Ontario en 1906, el cual gane por tres minutos. En 1907 gane el Maratón de Boston en un tiempo récord de 2:24:24 sobre el viejo 24-1/2 milla curso, cuatro minutos y 59 segundos más rápidos que cualquiera del anterior diez ganadores del acontecimiento. Colapse, aun así, en el 1908 maratón Olímpico, junto con varios otros corredores principales, y un rematch estuvo organizado el mismo año en Madison Jardín Cuadrado en Ciudad de Nueva York. Longboat Ganó esta carrera, profesional girado, y en 1909 en el mismo local ganó el título de Campeón Profesional del Mundo por derrotar Dorando Pietri y Alfred Shrubb delante de vender-fuera de multitudes.

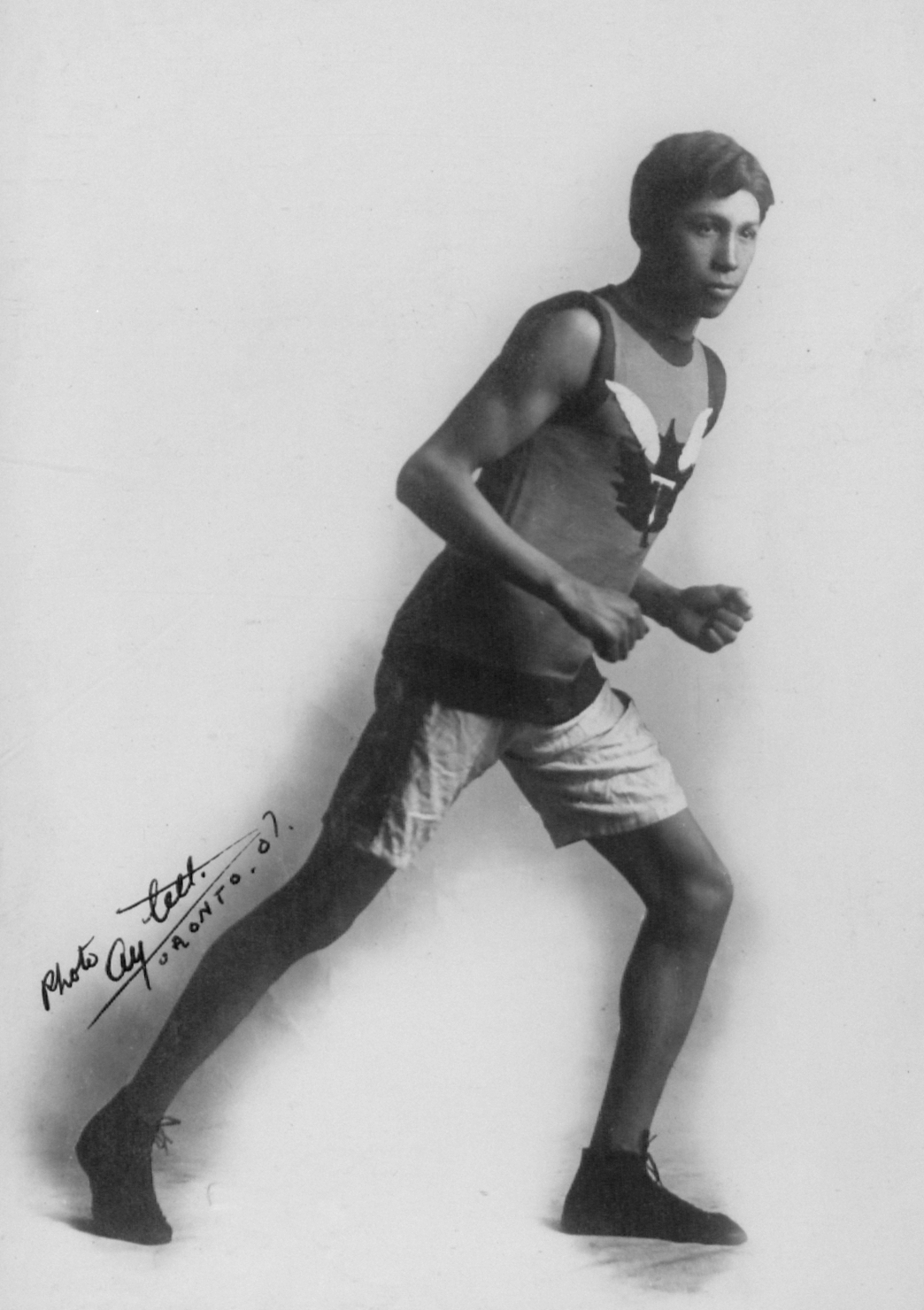
Tom Longboat, 1907

Sus entrenadores no aprobaron de su alternancia de duro workouts con "resto activo" como paseos largos. Cuándo sea un profesional , estos periodos de recuperación molestaron sus promotores y los deportes pulsan a menudo labeled le "perezosos", a pesar de que la práctica de incorporar "duro", "fácil", y "días" de recuperación a entrenar es normal hoy. Debido a este y otras disputas con sus directores Longboat comprados fuera de su contrato, después de qué su tiempo mejoró.
La rodilla y los asuntos posteriores empezaron para causar Longboat correo de asuntos-1909. A pesar de que esto era conocimiento público , reporteros y seguidores a menudo pereza "india culpada" para su ocasional pobre mostrando. Longboat director anterior, Tom Flanagan, rumores falsos extendidos que Longboat entrenó infrequently, contribuyendo a esta actitud pública de sportswriters hacia Longboat. En 1911, esté dado una frase suspendida en Toronto para embriaguez, el cual dirigió a crítica adicional de reporteros. Mientras muchas columnas de diario estuvieron dedicadas a su alcoholismo supuesto, los hechos de Longboat está corriendo carrera y correo-el trabajo atlético aparece para ser una contradicción fuerte. Ha sido sugerido que esfuerzos para animar el Temperance Movimiento dentro Primera sociedad de Naciones puede haber sido la causa de tal informando. A toda costa de las intenciones detrás de tal cobertura, no un mes más tarde Longboat ganó dos carreras importantes en Hanlan Estadio de Punto, poniendo un personal más en la carrera de 12 millas.
Miembros de su familia no incluso cree qué rápidamente pueda atropellar #un distancia tan larga hasta que dé su hermano un medio un inicio de cabeza de la hora que conduce un caballar y buggy mientras corra a pie, y aun así todavía lo haga a Hamilton primero.
Longboat rival de jefe era Alfred Shrubb, quien corra diez tiempo, ganando todas las carreras en 20 millas o más y perdiendo todo aquellos en distancias más cortas.
Longboat Servido como corredor de despacho en Francia en Primera Guerra Mundial mientras manteniendo una carrera profesional. Sea dos veces herido y dos veces declarado muerto mientras sirviendo en Bélgica. Las historias dijeron que haya introducido una trinchera de comunicación qué estuvo enterrado por una concha de explotar, donde él y sus camaradas estuvieron atrapados para seis días (albeit con provisiones y oxígeno suficientes) antes de que el ser rescató. Aun así, Longboat él echó por tierra que mito particular en una entrevista con Lou Pantano en 1919. se retire seguir la guerra.
Mientras oficialmente un aficionado, Longboat había perdido sólo tres carreras totales, uno del cual era su primero, la carrera de Día de la Victoria. Por el tiempo haya girado profesional, posea dos pista nacional registros y varios registros mundiales oficiosos. Después de unir los rangos profesionales, ponga registros mundiales para el 24 y carreras de 32 kilómetros y casi había puesto el registro mundial para 19 kilómetros.

## Vida personal
Longboat Creció en una granja pequeña dentro de una familia pobre. Su padre murió cuándo Longboat tenía solo cinco años. Estudió en el Instituto Escuela Residencial Mohawk a la edad 12, una obligación legal bajo el Acto indio en aquel tiempo. Odie vida en la escuela, donde sea pressured para dejar su Onondaga creencias a favor de cristianismo, así como su lengua. Después de que un fallido intento de escape, prueba otra vez y logró llegar a la casa de su tío, quién apalabró esconderle de autoridades. Después de sus éxitos atléticos, fue invitado para hablar en el instituto pero rechazado, declarando que "ni siquiera envío a mi perro a aquel sitio."
En 1908 case Lauretta Maracle. En 1916 él enlisted en el Ejército canadiense, corriendo mensajes entre correos militares. Después de que sea mistakenly declaró muerto durante Primera Guerra Mundial, Lauretta remarried en 1918. Mientras esté complacida para descubrir haya sobrevivido, tenga ningún deseo de dejar su marido nuevo. Longboat Martha casada más tarde Platero, con quien tenga cuatro niños. Después de la guerra Longboat resolvió en Toronto donde trabaje hasta que 1944. se retire a la Seis Reserva de Naciones y muerto de neumonía encima enero 9, 1949.

## Legado
Después de que Longboat muere, Alfred Shrubb declaró en una entrevista que "él [Longboat] era uno del más grande, si no el más grande marathoner de todos los tiempos."
En 1951 el Tom Longboat los premios eran instituted por Jan Eisenhardt. Este programa, administró desde entonces 1999 por el Círculo de Deporte Aborigen, anualmente honra Primeros atletas de Naciones excepcionales y deportistas en cada provincia; el macho nacional y los ganadores hembra están seleccionados de los ganadores provinciales. Longboat Era inducted a la sala de Deportes de ambos Canadá de Fama (en 1955) y la Sala india de Fama.
Longboat Es también conmemorado ano mente por la Isla de Toronto 10 carrera de km.
En 1976, Longboat estuvo designado una Persona Histórica Nacional.
Los premios están dados fuera para coronar atletas amateurs Aborígenes en Canadá cada año.
Tom Longboat era inducted al Ontario Sala de Deportes de Fama en 1996. Sea la primera persona de descenso americano Nativo (Onondaga) para ganar el Maratón de Boston, y uno de únicos dos americanos Nativos nunca para ganarlo (el otro ser Ellison Brown, un Narragansett).
Un 46-céntimo primero-sello de franqueo de la clase honoring Longboat estuvo emitido por Correo de Canadá encima febrero 17, 2000.
El junio de Google 4, 2018, Doodle celebra la vida y legado de Tom Longboat, y estuvo distribuido a través de Canadá y los Estados Unidos.